# Svetozar Marković
Svetozar Marković (Servisch: Светозар Марковић) (Bijeljina, 23 maart 2000) is een Servisch voetballer die doorgaans speelt als centrale verdediger. In augustus 2024 verruilde hij Partizan voor Viktoria Pilsen.

## Clubcarrière
Marković speelde in de jeugd van Radnik Bijeljina en kwam in 2011 in de opleiding van Partizan terecht. Zijn debuut in het eerste elftal maakte hij op 11 maart 2018, toen in de Superliga met 0–2 gewonnen werd bij Čukarički door doelpunten van Léandre Tawamba en Ognjen Ožegović. Marković mocht van coach Miroslav Đukić in de basis beginnen en hij speelde de volledige negentig minuten mee. Op 5 april 2018 kwam de verdediger voor het eerst tot scoren. In eigen huis verdubbelde hij de voorsprong tegen Borac Čačak, nadat Ožegović al de score geopend had. Door doelpunten van opnieuw Ožegović, Danilo Pantić en Zoran Tošić won Partizan de wedstrijd uiteindelijk met 5–0. In september 2018 verlengde Marković zijn contract met één jaar tot medio 2021.
In de zomer van 2019 maakte de centrale verdediger voor een bedrag van circa anderhalf miljoen euro de overstap naar Olympiakos, waar hij zijn handtekening zette onder een verbintenis voor de duur van vijf seizoenen. Na een halfjaar zonder competitieoptredens in het eerste elftal werd hij verhuurd aan AE Larissa. Na deze verhuurperiode werd Marković voor het seizoen 2020/21 tijdelijk ondergebracht bij zijn oude club Partizan. Na zijn terugkeer kwam hij in geen enkele competitiewedstrijd in actie voor Olympiakos en medio 2022 mocht hij definitief vertrekken. Hierop tekende hij voor vier jaar bij Partizan. Van deze vier jaar maakte hij er twee vol, want in augustus 2024 nam Viktoria Pilsen de verdediger over voor circa anderhalf miljoen euro.

## Clubstatistieken
| Seizoen | Club            | Competitie   | Competitie | Competitie | Beker | Beker | Internationaal | Internationaal | Totaal | Totaal |
| Seizoen | Club            | Competitie   | Wed.       | Dlp.       | Wed.  | Dlp.  | Wed.           | Dlp.           | Wed.   | Dlp.   |
| ------- | --------------- | ------------ | ---------- | ---------- | ----- | ----- | -------------- | -------------- | ------ | ------ |
| 2017/18 | Partizan        | Superliga    | 11         | 1          | 5     | 0     | 1              | 0              | 17     | 1      |
| 2018/19 | Partizan        | Superliga    | 25         | 1          | 1     | 1     | 7              | 1              | 33     | 3      |
| 2019/20 | Olympiakos      | Super League | 0          | 0          | 2     | 0     | 0              | 0              | 17     | 1      |
| 2019/20 | → AE Larissa    | Super League | 8          | 0          | 0     | 0     | —              | —              | 8      | 0      |
| 2020/21 | → Partizan      | Superliga    | 24         | 1          | 5     | 1     | —              | —              | 29     | 2      |
| 2021/22 | Olympiakos      | Super League | 0          | 0          | 1     | 0     | 3              | 0              | 4      | 0      |
| 2022/23 | Partizan        | Superliga    | 22         | 2          | 1     | 0     | 11             | 1              | 34     | 3      |
| 2023/24 | Partizan        | Superliga    | 27         | 2          | 3     | 0     | 4              | 0              | 34     | 2      |
| 2024/25 | Partizan        | Superliga    | 4          | 1          | 0     | 0     | 6              | 1              | 10     | 2      |
| 2024/25 | Viktoria Pilsen | Česká liga   | 1          | 0          | 0     | 0     | 0              | 0              | 1      | 0      |
| Totaal  | Totaal          | Totaal       | 122        | 8          | 18    | 2     | 32             | 3              | 172    | 13     |

Bijgewerkt op 12 september 2024.

## Erelijst
| Lav Kup | 2 | 2017/18, 2018/19 |